# Сухая Чеварда

Сухая Чеварда — река в России, протекает в Лукояновском районе Нижегородской области. Устье реки находится в 2 км по левому берегу реки Мокрая Чеварда. Длина реки составляет 12 км.
Исток реки южнее посёлка Кузнецкий в 16 км к юго-западу от города Лукоянов. Река течёт на юго-запад, большая часть течения проходит по ненаселённому лесному массиву (Разинское лесничество). Протекает в двух километрах от посёлка Степана Разина, юго-западнее которого впадает в Мокрую Чеварду. 

## Данные водного реестра
По данным государственного водного реестра России относится к Верхневолжскому бассейновому округу, водохозяйственный участок реки — Алатырь от истока и до устья, речной подбассейн реки — Сура. Речной бассейн реки — (Верхняя) Волга до Куйбышевского водохранилища (без бассейна Оки).
По данным геоинформационной системы водохозяйственного районирования территории РФ, подготовленной Федеральным агентством водных ресурсов:
- Код водного объекта в государственном водном реестре — 08010500212110000037843
- Код по гидрологической изученности (ГИ) — 110003784
- Код бассейна — 08.01.05.002
- Номер тома по ГИ — 10
- Выпуск по ГИ — 0